# Trofim Lyssenko
« Lyssenko » redirige ici. Pour les autres significations, voir Lyssenko (homonymie).
Trofim Denissovitch Lyssenko (en russe : Трофим Денисович Лысенко) est un technicien agricole soviétique et pseudo-scientifique, né le 29 septembre 1898 à Karlivka (aujourd'hui en Ukraine) et mort le 20 novembre 1976 à Kiev[réf. nécessaire].
Il est à l'origine d'une théorie génétique pseudo-scientifique, la « génétique mitchourinienne », qu'il promeut pendant la période stalinienne en Union soviétique, où elle accède en 1948 au rang de théorie officielle exclusive, opposée à une « science bourgeoise », fausse par essence. Dans une publication de 1934, Lyssenko affirme l'incompatibilité de la génétique avec le communisme. Selon les partisans de Trofim Lyssenko, la génétique est fasciste .
Les théories scientifiques autres que celle de « l'hérédité acquise par l'environnement » — de Lyssenko — deviennent alors formellement interdites en Union soviétique. L'enseignement des travaux de Gregor Mendel, de Morgan et des autres généticiens sur la théorie chromosomique de l'hérédité est prohibé, les laboratoires de génétique sont fermés et les chercheurs ayant survécu aux purges d'avant-guerre sont limogés. Des centaines, voire des milliers d'autres sont emprisonnés et plusieurs sont condamnés à mort, dont le botaniste Nikolaï Vavilov.
Les travaux de Lyssenko dans le domaine de l'agriculture lui valent le titre de « héros de l'Union soviétique » et lui permettent de dominer la recherche biologique en URSS, jusqu'à son discrédit dans les années 1960. Bien que Lyssenko soit resté à son poste à l'Institut de génétique jusqu'en 1965, son influence sur la pratique agricole soviétique a commencé à décliner après la mort de Staline en 1953.
Par la suite, le terme « lyssenkisme » désigne par extension une science corrompue par l'idéologie, où les faits sont dissimulés ou interprétés de manière scientifiquement erronée.

## Biographie

### Jeunesse

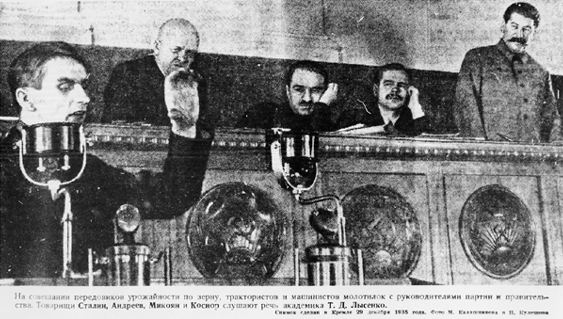
Lyssenko s'exprimant au Kremlin en 1935, en présence de Stanislav Kossior, Anastase Mikoïan, Andreï Andreïev et Staline.

Lyssenko (en graphie anglaise Lysenko) est né de Denis et Oksana Lyssenko, couple de paysans ukrainiens. Trofim a un frère, Pavel (qui va émigrer vers l’Occident dans les années 1950). On lui connaît aussi une sœur.
Il apprend à lire et à écrire à l'âge de 13 ans ; en 1913, il intègre l'école élémentaire d'horticulture de Poltava.
De 1917 à 1921, il suit une formation de jardinier à Uman en Ukraine ; cela l'amène à suivre en 1920 un stage d'un mois sur la betterave. De 1921 à 1925, il suit des cours par correspondance auprès de l'institut d'agriculture de Kiev tout en travaillant à la station de sélection végétale de Belaya Tserkov ; en 1922, il y devient assistant-chercheur. Cette station jouit alors d'une très bonne réputation, notamment du fait de la présence du généticien Grigorij A. Levitsky.
En 1925, désormais agronome, il travaille à la station de sélection végétale de Gandzha en Azerbaïdjan ; d'abord occupé à l'amélioration des sols, il s’intéresse rapidement à l'effet des températures sur les cultures, comme en témoigne une première publication en 1928. Praticien, il démontre en 1927, en Azerbaïdjan, qu'on peut transformer une terre agricole en prairie et économiser du fourrage. Cette réalisation lui vaut une certaine publicité dans la Pravda.
En 1929, il rejoint l'institut de génétique d'Odessa, dans lequel il est chercheur, puis chef de laboratoire.

### Ascension académique et officielle
En 1928, Trofim Lyssenko affirme avoir développé une technique agricole, appelée « vernalisation », qui triplerait ou quadruplerait le rendement agricole du blé en exposant les semences de ce dernier à une forte humidité et à une faible température. Lyssenko, l'Académie des sciences soviétique, la nomenklatura et ses relais dans le reste du monde depuis les années 1930 jusqu'à la chute de Nikita Khrouchtchev en 1964 avec lui, croient que la nature des plantes peut être modifiée par les conditions du milieu.
Dans les années 1930, l'agriculture de l'URSS est en crise à la suite des réquisitions massives, de la collectivisation forcée, des famines qui en découlent — dont le Holodomor en Ukraine — et du passage brutal d'une économie agricole de subsistance (liée à la « nouvelle politique économique » de Lénine), à une agriculture en kolkhozes visant à approvisionner en priorité les grandes villes et surtout les combinats géants d'industrie lourde. Souffrant de disette chronique, les Soviétiques cherchent désespérément une solution au manque de nourriture, car en réalité la « vernalisation » de Lyssenko ne permet, au mieux, qu'une augmentation marginale ou sporadique des rendements agricoles. Magnifiée par la propagande soviétique, elle fait cependant de Trofim Lyssenko une personnalité majeure de l'agriculture soviétique : il est présenté comme un paysan génial ayant inventé une technique agricole révolutionnaire. En février 1938, un décret du Conseil des commissaires du peuple de l'URSS nomme Lyssenko à la tête de l'académie Lénine des sciences agronomiques.
Propagandiste volubile du régime soviétique et du marxisme-léninisme, Lyssenko grimpe les échelons du pouvoir soviétique et, rompant avec le scepticisme scientifique et avec la méthode expérimentale, dénonce comme « contre-révolutionnaires » les généticiens scientifiques qui osaient discuter ses postulats. Ainsi, les exégètes de Mendel furent désignés comme « ennemis du peuple soviétique ». Lyssenko entend « appliquer la dialectique marxiste aux sciences de la nature » et, inversement, démontrer par les sciences naturelles la validité de la méthode dialectique. Bénéficiant du soutien de Staline, il gagne encore en influence et élimine sans états d'âme ses adversaires, jugés comme « saboteurs » puis déportés dans les camps du Goulag.

#### Ascension: 1927-1948
En août 1927, un article dans la Pravda d'un journaliste alors bien connu, Fedorovitch, attire l'attention sur le travail de Lyssenko par ailleurs qualifié de « professeur aux pieds nus »,,.
En 1928 et en 1929, Lyssenko publie ses premiers articles sur la « vernalisation ». Avec Doulgachine, son disciple, il présente une communication lors du Congrès de sélection d'élevage et d'agriculture qui se réunit à Léningrad en janvier 1929. Ce congrès est présidé par Nikolaï Vavilov ; près de trois cents communications de savants soviétiques ou étrangers y sont lues. Le mémoire de Lyssenko et Dolgouchine (?) y passe à peu près inaperçu. Sa méthode y est cependant critiquée tout comme sa prétention à avoir rapporté une importante découverte. De plus, le quotidien Leningradskaya Pravda du 16 janvier, commentant la séance plénière de la veille, fait une manchette élogieuse sur la communication de Maximov : celui-ci y présentait le même phénomène que celui étudié par Lyssenko, « mais à un niveau scientifique plus élevé et en faisant l'historique assez complet des nombreux travaux antérieurs accomplis dans cette voie ». Le journal ne fait aucune mention du nom de Lyssenko. Les critiques que Maximov/Maksimov (?) adresse pendant le congrès à Lyssenko — sur la personnalité duquel il avait eu l'occasion de se prononcer défavorablement deux ans auparavant — restent amicales : s'il reconnaît un intérêt à certaines de ses expérimentations, il en critique la théorisation.
À la suite du Congrès, Lyssenko, aidé par son père, mène une expérience de vernalisation avec du blé d'hiver qui, l'été venu, fait l'admiration de la communauté paysanne locale selon la presse.
En contrepoint à ce « battage médiatique », Maksimov tente de faire valoir l'antériorité et le sérieux de son travail dans un article publié le 29 novembre 1929 dans la Selskolkozyastevanaya Gazeta. Un an plus tard, il produira encore une analyse détaillée des travaux de Lyssenko (Trudy po Prikladnoy Botanike, Genetike i Selektsii (1930), vol. XXIV.
Cette même année 1929 est lancé le programme de collectivisation alors que, par ailleurs, est créée l'académie Lénine des sciences agronomiques (en) avec Vavilov comme premier dirigeant.
En 1930, soutenu par Staline lui-même, Lyssenko est fait héros de l'Union soviétique.
En 1934, Lyssenko est admis à l'Académie des sciences d'Ukraine. La même année, il devient directeur scientifique de l'institut de sélection et de génétique d'Odessa. Appuyé par le parti communiste, il fonde un magazine et attaque les biologistes « mendéliens ».
Le 15 février 1935, la Pravda relate des propos tenus par Lyssenko devant le Deuxième Congrès des paysans kolkhoziens de choc tenu en présence de Staline : « Pour défendre la vernalisation dans les différentes discussions que nous avons eues avec ces prétendus savants, pour imposer son application, il a fallu ne pas hésiter à verser le sang, à porter des coups. Dites-moi, camarades, sur le front de la vernalisation ne s'agit-il pas toujours de lutte de classe ? ».
Le 4 juin 1935, il est nommé membre actif de l'académie Lénine des sciences agronomiques — également désignée par l'acronyme russe VASKhNIL — le jour même où Vavilov doit en abandonner la présidence. Cette même année 1935, il est fait membre du Soviet suprême de l'Union soviétique.
Mitchourine meurt le 7 juin.
En août sort le premier numéro de Yarovizatsiia ; ce bimensuel parait jusqu'en 1941 ; Lyssenko en est le rédacteur en chef, et Isaak Izrailevich Prezent (en) le rédacteur en chef adjoint ; il va reparaître après-guerre sous le titre Agrobiologiia (cette publication ne doit pas être confondue avec le recueil d'articles de Lyssenko publié sous ce même titre — lors de six rééditions — de 1943 à 1952).
En 1936, Lyssenko est nommé directeur de l'Institut de génétique et de reproduction des végétaux d'Odessa après l'arrestation de Andrii A. Sapegin/Sapehin, qui dirigeait jusqu'alors cet institut ; il entre également à l'Académie des sciences de l'URSS. En 1936, Konstantinov, Lisitsyn et Kostov, d'éminents agronomes publient un article exprimant des réserves et des interrogations quant à l’efficacité agronomique de la vernalisation ; Lysenko y répond en 1937 dans un article plein d'invectives, où il ne reprend que les exemples d'expériences ayant réussi.
Du 19 au 27 décembre 1936 se tient à Moscou la 4e session de VASKhNIL.C'est lors de ce congrès de génétique et de sélection végétale que Lyssenko apparait comme le leader d'une école opposée à la génétique classique mendélienne. Les discussions y ont surtout porté sur des aspects théoriques, méthodologiques et philosophiques ; les principes de la génétique classiques furent qualifiés d'idéalistes ou de mécanicistes ; Vavilov, Muller et Serebrovskii endurent le reproche de s'écarter du vrai matérialisme dialectique ; Muller commet le « faux-pas » d'aborder la question de l'eugénisme. Lyssenko y présente un rapport intitulé « Deux tendances dans la génétique » qui représente d'après Denis Buican « un des premiers actes de guerre totale contre la génétique classique ».
Plusieurs biologistes critiqués par Lyssenko finiront en prison lors des Grandes Purges, ce qui conduit à l'annulation du Congrès international de génétique de Moscou prévu en 1937.
En 1937, dans le sillage du discours de Staline devant le Comité central du parti communiste-bolchevik, discours qui appelle à « liquider les trotskistes et les traîtres », la revue Yarovizatsiya mène une campagne contre les généticiens opposés au lyssenkisme — notamment Ouranovski et Izrail' Agol — en les qualifiant à l'occasion de trotskistes et en les assimilant à des « ennemis du peuple ».
Le 28 février 1938, un décret du Conseil des commissaires du peuple de l'URSS nomme Lyssenko à la tête de l'Académie Lénine des sciences agronomiques (VASKhNIL) de l'URSS après l'arrestation, le 11 août 1937, de G. K. Meister qui présidait jusqu'alors cette académie,. Élu membre actif de l'Académie des sciences soviétiques en 1939, il est nommé membre du praesidium de l'académie, et accède au poste de directeur de l'institut de génétique de l'Académie des sciences en 1940, après l'arrestation de Nicolas Vavilov, le premier directeur.
Entre la fin des années 1930 et des années 1940, paraissent les volumineux traités d'Ivan Schmalhausen (en) et d'Efim Lukin qui sont considérés comme des contributions soviétiques à la théorie synthétique.
En 1939, le magazine Sous la bannière du marxisme organise un débat destiné, sous l'arbitrage de Mitin, à établir un consensus entre les deux théories qui s'affrontent.
Andreï Kolmogorov, mathématicien soviétique, publie en 1940 un article critiquant l'interprétation des expériences menées par un élève de Lyssenko. Dans un article paru en 1939, Ermolaeva résumant et analysant les résultats d'expériences qui reprenaient en partie certaines de celles conduites par Gregor Mendel, concluait que les lois de Mendel n'étaient pas vérifiées. Appliquant aux données d'Ermolaeva le test d'hypothèse statistique qu'il a conçu, Kolmogorov montre au contraire que ces expériences confirment les lois de Mendel. Réexaminant en 2011 la démonstration de Kolmogorov, Stark et Seneta notent toutefois qu'elle peinait à rendre compte de certaines variations statistiques et suggèrent qu'à l'époque, vu l'état de la science génétique, il aurait pu être opportun de recommencer de façon plus contrôlée ces expériences. Le fond de la pensée de Kolmogorov était que les expériences dont rendait compte l'article d'Ermolaeva étaient falsifiées ; il s'abstint d'exprimer ce jugement car dans la même revue publiant son travail paraissait déjà un article de généticiens mendéliens.
En 1943, Lyssenko publie son maître livre, Agrobiologie, ainsi qu'un pamphlet. C'est ce dernier qui sera traduit en anglais en 1946 sous le titre Heredity and its Variability.
En 1945, l'ascension de Lyssenko, coqueluche scientifique de Staline, semble infinie. Il a été récompensé huit fois de l'ordre de Lénine, est conseiller auprès du Soviet suprême, directeur de l'institut génétique de l'Académie des sciences d'URSS. Il est distingué comme héros du travail socialiste en juin 1945.
En juin 1945 dans le sillage de la victoire du 8 mai et pour célébrer le 220e anniversaire de la création de l'Académie des sciences par Pierre le Grand, une centaine de scientifiques étrangers (dont Pierre-Paul Grassé) sont invités. Le frère de Vavilov, Serguei, un brillant physicien, assiste à cet anniversaire (le 17 juillet, Staline nommera celui-ci à la tête de l'Académie des sciences, ce qui est alors interprété comme le signe de la fin des persécutions).
En juin 1945 Anton Romanovitch Zhebrak de l'Académie Timiryazev d'agriculture de Moscou, soutenu par deux membres du Bureau Politique, critique avec modération les théories de Lyssenko dans un article intitulé Soviet Biology publié dans la revue américaine Science.
En 1945, Eric Ashby (en), botaniste britannique conseiller auprès de la légation australienne de Moscou, croit déceler une perte de crédibilité des thèses de Lyssenko auprès des biologistes soviétiques. Robert C. Cook (en) rappelle toutefois le soutien apporté alors à Lyssenko par Malenkov et l'appareil du parti communiste. Entre fin 1947 début 1948, des articles dans la Pravda laissent entrevoir d'éventuels bouleversements institutionnels et idéologiques dans le domaine de la génétique.
En 1946, le présidium de l'Académie des sciences propose la création d'un institut spécial de génétique qui fasse pendant à celui dirigé par Lyssenko.
Au printemps 1948, Lyssenko écrit à Staline pour lui demander son soutien ; au même moment, il prétend pouvoir augmenter considérablement le rendement de la culture du blé grâce à une variété de blé ramifié.

#### Acmé: 1948-1953
En juillet 1948, trente-cinq nouveaux académiciens, tous partisans de Lyssenko, sont nommés par le Conseil des ministres (et non élus en séance plénière, à bulletin secret, comme le stipule le règlement). Lyssenko dispose ainsi d'une confortable majorité à VASKhNIL.
Début août 1948 se tient à Moscou la session Pansoviétique de l'Académie d'Agronomie de l'URSS (Académie Lénine) dont les travaux sont très largement repris par la Pravda. La conférence débute par un rapport inaugural de Lyssenko sur l'« état de la science biologique ». Les débats, qui forment un livre de 536 pages, sont sanctionnés par une résolution du praesidium de l'Académie des sciences d'URSS. Iouri Jdanov doit faire paraître une autocritique avouant avoir commis une faute en critiquant les idées de Lyssenko.
En 1948, Lyssenko devient chef du département de la sélection céréalière de l'Académie agricole Timiryazev de Moscou (en) — après le limogeage de Anton Romanovitch Jebrak, jusqu'alors chef du département de génétique et de sélection végétale dans cette institution (et conseiller officieux de Iouri Jdanov),. En pleine guerre froide, il se fait l'ardent promoteur de la « théorie des deux sciences » : la « science bourgeoise », fausse par essence, et la vraie science, la « science prolétarienne », théorie qui permet à Staline de justifier la poursuite de ses purges dans le monde scientifique et intellectuel.

« De 1948 à 1952, le pouvoir de Lyssenko fut absolu : aucune de ses décisions ne fut contestée, aucune de ses thèses critiquée. »

L'un des rares domaines échappant à l'influence du lyssenkisme fut celui de l'énergie atomique. Afin de briser la suprématie américaine et de rattraper le retard accumulé, Staline donna carte blanche aux directions scientifiques qui avaient toute liberté pour embaucher qui elles voulaient sur quelque projet de recherche que ce soit ; c'est ainsi que Nikolai Timoffeef-Resovsky est sorti de prison, plus ou moins bien soigné, et incité à reprendre son travail sur l'effet biologique des radiations.
Le 20 juin 1950 paraît dans la Pravda un article, signé de Staline lui-même, intitulé Le marxisme et les problèmes de linguistique. Le linguiste Nicolas Marr (décédé depuis 16 années) et sa pensée, qui avaient jusqu'alors reçu le soutien officiel du régime, y sont ridiculisés et condamnés. L'article affirme que « la science ne peut exister sans discussion ». Par cette intervention personnelle et revendiquée, Staline met paradoxalement fin au débat sur la linguistique qui s'était développé dans la presse.
De 1951 jusqu'à 1955, le Journal Botanique/ Botanitchevsky Journal et le Bulletin de la société moscovite des naturalistes — une des plus prestigieuses sociétés scientifiques soviétiques — publient des articles de Vladimir Soukatchev attaquant les travaux de Lyssenko.
En 1952, Tourbine et Ivanov, pourtant partisans de Lyssenko, critiquent dans le Botanitchevsky Journal la transformation des espèces par « bond dialectique » prônée par Lyssenko.
Fin 1952, à la suite de l'échec patent de la campagne d'afforestation, quelques critiques sont émises publiquement à l'encontre de Lyssenko, quelques-uns de ses adversaires sont nommés à des postes de responsabilité, les journaux cessent d'écrire des articles à sa gloire et son nom est parfois dissocié de ceux exemplifiant les succès de l'agriculture soviétique.
Cependant en 1950, Staline condamne dans un opuscule linguistique la distinction entre science bourgeoise et science prolétarienne de Lyssenko. Les thèses de Lyssenko sont ensuite remises ponctuellement en cause dans les années 1950, notamment à la suite du décès de Staline le 5 mars 1953. Mais il est pris sous l'aile de Nikita Khrouchtchev. Toute critique des théories lyssenkistes est alors impossible en URSS jusqu'à la chute de Khrouchtchev en 1964.
À l'occasion de la mort de Staline, Lyssenko écrit un article dans la Pravda dans lequel il fait savoir que Staline lui-même rectifia le brouillon de son rapport « Sur la situation de la science biologique » et lui donna des conseils sur la façon de s'exprimer.

#### Maintien moins exclusif sous Khrouchtchev
Sous Khrouchtchev, une plus grande liberté est accordée à la recherche scientifique, que ce soit pour les sciences physiques et mathématiques, mais aussi — à un moindre degré cependant — pour la biologie. La recherche génétique classique peut redémarrer de façon officielle sous le patronage de Nikolaï Dubinin (ru). La génétique lyssenkoiste et la génétique mendélienne peuvent coexister en URSS sans toutefois communiquer entre elles. En revanche, pour ce qui est des contacts avec l'étranger, ce sont encore les lyssenkistes qui en ont le monopole (ainsi lors du congrès international de génétique de Montréal de 1958 et encore lors de celui de La Haye en 1963[réf. nécessaire], les délégations soviétiques sont composées exclusivement de lyssenkistes).
En 1954, Khrouchtchev lance la campagne des terres vierges ; Lyssenko y est associé.
En 1955, 249 biologistes adressent une lettre au Comité central du parti dénonçant les actions de Lyssenko et appelant à la réintégration de la génétique mendélienne dans la formation et la recherche. Ils sont soutenus par des physiciens et des chimistes (notamment par Igor Tamm, Lev Landau, Piotr Kapitsa, Nikolaï Semionov et Andreï Sakharov). En 1956, la situation un temps incertaine s’éclaircit quand les journaux annoncent laconiquement que Lyssenko a été relevé de ses fonctions de président, et ce, à sa propre demande. Lobanov succède à Lyssenko. Fin 1955, une pétition signée par plus de trois cents savants demande l'éviction de Lyssenko de la présidence de l'Académie Lénine des sciences agricoles ainsi que la révocation d'Oparine de son poste de secrétaire de la section de biologie de l'Académie des sciences.
C'est en 1955 également que Vavilov est réhabilité à titre posthume.
Fin décembre 1958, à la session plénière du comité central du parti communiste de l'URSS, Lyssenko défend ses positions avec succès : la rédaction du Journal de Botanique est démantelée et remplacée par des lyssenkistes qui réinvestissent également la section de biologie de l'Académie des sciences.
En 1958, il est décoré pour la septième fois de l'Ordre de Lénine « en récompense des grands services rendus à l'agriculture et de l'assistance pratique à la production ».
Les lyssenkistes interdisent au dernier moment aux généticiens soviétiques de participer au congrès international de génétique de Montréal de 1958.
En 1961, il reprend des fonctions à l'Académie Lénine des sciences agronomiques (en), malgré les véhémentes protestations du milieu scientifique.
Devant l'Académie, Lyssenko déclare en 1961 avoir obtenu du lait de vache d'une teneur en matière grasse extraordinaire. Buican écrit qu'il est difficile de discerner ce que Lyssenko considère lui-même avoir obtenu par le croisement de races soviétiques de vaches avec des taureaux étrangers de Jersey.
En mai 1962, le praesidium de l'Académie des sciences de l'URSS organise un colloque sur la biologie moléculaire. Une commission est chargée d'évaluer les travaux effectués dans les instituts de recherche. Le 10 juillet 1962, cette commission émet — à la quasi-unanimité — un avis négatif sur le niveau de recherche et sur la gestion de l'institut de Lyssenko à Leninskie Gorki ; cependant, sur ordre politique, la commission est dissoute et les documents rassemblés pour établir son avis mis sous séquestre.
Le 28 janvier 1963, Lyssenko réagit à cette attaque par la publication dans les deux principaux journaux soviétiques — la Pravda et Izvestia — d'un long article réaffirmant ses positions ; celles-ci sont également soutenues par l'Académie Lénine des sciences agricoles en mars 1963 ; deux prix Lénine seront décernés cette même année à des partisans de Lyssenko.
En 1964, Andreï Sakharov s'oppose à l'élection de Nikolai Nuzhdin/Noujdine — un allié de Lyssenko — à l'Académie des sciences d'URSS ; 126 académiciens sur 150 votent contre la candidature de Noudjine, un camouflet pour Khrouchtchev, qui prépare alors un projet de réforme de l'Académie, qu'il n'aura pas le temps toutefois de mettre en œuvre.

#### Effacement après 1964
Après la chute de Khrouchtchev, Lyssenko est relevé de ses principales fonctions. Cependant il reste membre de trois académies jusqu’à sa mort ; à ce titre, il jouit du salaire et des avantages qui y sont attachés et assiste aux réunions et aux assemblées générales. Il demeure directeur scientifique de la ferme modèle Leninskie Gorki (avec 150 personnes sous ses ordres) et persiste à nier l'existence des gènes.
Dès le 21 octobre 1964, le généticien Iossif Rapoport (ru) publie un article présentant la génétique classique dans Selskaya Jizn, une revue spécialisée. Cet article, dépourvu d'intention polémique, répondait à une commande faite à Rapoport par une haute personnalité de la section agricole du Comité central du Parti le 13 octobre, c'est-à-dire avant que la nouvelle du limogeage de Khrouchtchev ne soit rendue publique (elle ne le sera que le 16 octobre). Une sténographe des bureaux du Comité central fut mise à la disposition de Rapoport afin que son article puisse paraître rapidement. Seuls les passages de l'article concernant Mendel et Morgan furent censurés.
Suivant de peu cet article paraît dans Komsomolskaya Pravda du 23 octobre celui clairement polémique de Doudintchev — auteur du roman célèbre L'homme ne vit pas seulement de pain — dénonçant les obstacles mis aux travaux de la généticienne Lebedeva par l'establishment mitchourinien.
En février 1965, les Russes apprennent par la presse étrangère (la presse russe n'en ayant rien dit) la révocation de Lyssenko de son poste de directeur de l'Institut de génétique de l'Académie des sciences.
Très rapidement, les autorités promeuvent l'enseignement de la génétique classique. Ainsi, l'enseignement de la biologie dans les écoles est suspendu pendant un an (1965-1966) afin de permettre la remise à niveau des professeurs. Les programmes sont révisés de nouveaux manuels conçus et publiés. Cet effort affecta tous les niveaux d'enseignement. Une nouvelle revue mensuelle, Genetika, paraît en septembre 1965.
L'Académie Lénine des sciences agronomiques relève Lyssenko de ses fonctions en 1965.
Lorsqu'il est décidé enfin de se séparer de Lyssenko, ce dernier est convoqué devant le comité de l'Académie des sciences soviétique section Biologie, et soumis à une série de questions qui aboutissent au discrédit total de ses thèses.
En juin 1965, une nombreuse délégation de généticiens soviétiques « réhabilités » participe à la célébration du centenaire de la découverte des lois de Mendel en Tchécoslovaquie. Le 7 août, une messe clôtura ce colloque international organisé par l'Académie des sciences de la République démocratique de Tchécoslovaquie ; la statue de Mendel qui avait été déboulonnée sous Staline fut remise en place.
Les lyssenkistes, bien que très diminués, conservent encore la direction de nombreux services et laboratoires ; s'ils perdent la tribune que constituait la revue Agrobiologiya (qui cessera de paraître en 1966), ils conservent encore la revue Oktyabr. Certains de leurs articles sont, dans ces années là, parfois encore reproduits dans des publications scientifiques.
Après la chute de Khrouchtchev, les scientifiques condamnés pour crimes fictifs sont réhabilités, la biologie moléculaire, la génétique la biophysique et la biochimie remplacent la biologie mitchourinienne dans l'enseignement et les laboratoires. Pourtant, Lyssenko ne sera jamais officiellement condamné et ce, en dépit de l'acharnement de la presse à son égard : trop de responsables à différents niveaux sont compromis, de bonne ou de mauvaise foi, si bien que le pouvoir intervient pour faire cesser les critiques médiatiques. Ce désir d'étouffer l'affaire et d'éviter le scandale amène le pouvoir à s'opposer au travail et aux personnes de A. Medvedev et V. N. Soyfer qui, persécutés, durent fuir d'URSS. Le livre de Medvedev ne paraîtra en Russie qu'en 1993.
En 1965, Vladimir Soukatchev accuse Lyssenko de pratique frauduleuse.
Le bilan de sa carrière est accablant : « Apport scientifique nul, paralysie de la biologie et de l'agronomie soviétiques pendant près de trente ans, mise à l'écart et assassinats de savants mondialement réputés ». Toutefois, les récentes découvertes en matière d'épigénétique ont conduit à une certaine ré-évaluation modérée de ce bilan. Ainsi, les travaux de Pyotr Sopikov, publiés au milieu des années 1960 et concernant l'hérédité via la transfusion sanguine sont-ils actuellement cités. Pour cette raison et parce qu'il s'appuyait sur des postulats faussement scientifiques en génétique, le lyssenkisme est depuis lors utilisé métaphoriquement pour dénoncer la manipulation ou la déformation de la méthode scientifique pour étayer une conclusion prédéterminée liée à un objectif idéologique ou politique,.
Sa mort, en novembre 1976 à Kiev, sera mentionnée dans une petite dépêche de l'agence TASS. Son épouse Alexandra décède en 1983 à 79 ans ; le Times lui consacre une notice nécrologique.
Malgré le retournement des positions officielles soviétiques, la critique historique de cet engouement lyssenkiste n'advient que sous Gorbatchev ce qui conduira ultérieurement à la publication en 2005 du livre de Babkov VV. (traduit en anglais en 2013) The Dawn of human genetics.
Dans un texte de 2014 l'historien américain Mark B. Tauger, en s'appuyant sur les travaux et réalisations de Pavel Pantelimonovitch Loukianenko redécouverts récemment, appelle à une réexamen historiographique du lyssenkisme : « Thus despite Lysenko, Soviet agronomists and agriculture thus participated in the international Green Revolution under Lysenko’s dominance as well as afterwards. ».

## Domaines d'actions expérimentales et agronomiques
Lyssenko reconnaît comme maîtres Timiriazev, Mitchourine, « et surtout, W.R. Williams ». Concernant Timiriazev, il a été fait remarquer qu'il s'agit là d'un détournement d'héritage. Dans son ouvrage, Agrobiologie, Lyssenko dit aussi son admiration pour Luther Burbank (dont la réputation pâtit ultérieurement de cet éloge) ; il salue également les travaux de Vilmorin.

### Sélection végétale
Il s'est occupé surtout de la sélection de céréales : blé, seigle, millet avoine et maïs.
Afin de « renouveler » les variétés autogames, il propose en 1936 de procéder de temps en temps au croisement intravariétal par les « méthodes artificielles ». Cette méthode ne fut pas appliquée dans la pratique mais seulement dans quelques stations expérimentales. À l'inverse, il s'oppose à l'application de la méthode d'autofécondation aux plantes à fécondation croisée (une méthode développée alors aux États-Unis pour la mise au point de maïs hybride).
Il ne reconnaît pas la validité de l'expérience de Johannsen sur les lignées pures.

### Vernalisation
Lyssenko se fait le promoteur d'une technique découverte aux États-Unis en 1857, la vernalisation, qui permet de transformer des blés d'hiver en blés de printemps en les soumettant à de basses températures mais qui est alors abandonnée pour manque d'efficacité. Il prétend l'avoir inventée et y voit une façon de sortir l'agriculture soviétique du marasme, même si les biologistes jugent la technique trop peu fiable pour être utile.
En 1928, il publie un article sur l'altération de la physiologie des plantes à la suite du prétraitement des grains, humidifiés et soumis à des basses températures ; dans une seconde publication sur le sujet en 1929, il affirme que ce prétraitement — la vernalisation donc — pourrait aider à améliorer le rendement des récoltes ; Soyfer relève que cette prétention intervient alors que l'URSS vient de traverser de longues périodes de sécheresse et de famine.
L'article de 1928 paraît dans une monographie (no 3) de la station expérimentale de l’Azerbaïdjan sous le titre « Influence de la température sur la durée de la période de croissance des végétaux » ; cet écrit ne comporte pas de recommandations pratiques.
Très intéressé par l'utilisation de la vernalisation afin de croiser des espèces végétales dont la floraison et la pollinisation ne sont pas naturellement synchronisées, Vavilov soutient initialement Lyssenko.
Très tôt les recherches menées sur la vernalisation retiennent l'attention au-delà des frontières soviétiques : à partir de 1929, les réflexions des deux Imperial Bureaux of plant Genetics, institutions britanniques créées en 1928, accroissent l'audience des travaux de Lyssenko. C'est d'ailleurs un chercheur de ces bureaux qui forgea le terme de vernalisation, traduction du russe iarovizatsiia. Dans les années 1920 et 1930, la physiologie du développement des plantes est perçue alors comme un champ inexploré riche de potentialités.
En 1935, le Journal of Agricultural Science rend compte d'une expérience[précision nécessaire].
On s'aperçoit rapidement que la mise en œuvre agricole de la vernalisation ne tient pas ses promesses et ne produit aucune augmentation de rendement ; Lyssenko en vient à falsifier les résultats de ses expériences.
Joravsky (1970) et Medvedev (1969) soutiennent que la vernalisation n'a aucunement conduit à une augmentation du rendement des récoltes. Lecourt (1977) ne peut croire qu'il n'y ait eu aucune base matérielle — tout au moins au début — à l'estime dont a pu jouir Lyssenko. Nils Roll-Hansen fait d'abord remarquer que Lecourt ignore que Lyssenko est très rapidement passé de la vernalisation de blés d'hiver à la vernalisation de blés de printemps ; Roll-Hansen pointe aussi que Lecourt ne fait pas de différence entre la validité d'une découverte biologique et la viabilité économique des exploitations pratiques auxquelles elle peut donner lieu. Quant à Levins et Lewontin (1976), ils n'abordent pas cette question directement.
Plusieurs sources suggèrent que la méthode a été vite abandonnée. Par ailleurs elle a été changée et finit par ne plus ressembler du tout à la méthode originale de traitement des semences par le froid. Ainsi, dans certains cas ce qui fut appelé vernalisation désigna l'ancienne pratique paysanne consistant à exposer les grains au soleil avant les semailles.
Les expériences agronomiques de vernalisation ont généré une masse de données qui ont stimulé la recherche en physiologie du développement des végétaux. La synthèse de ces travaux s'est formalisée en deux théories, celle de Lyssenko sur le développement phasique et celle de Lubimenko, Kholodny et Chailakhian (en) sur les hormones. Lyssenko expose sa théorie du développement phasique en 1935 dans un écrit publié à Moscou et intitulé Bases théoriques de la vernalisation.
En 2014 à Yale, Mark Tauger note que le Centre international d'amélioration du maïs et du blé utilise de façon routinière des chambres de vernalisation (vernalization growth chambers).
Si Lyssenko apporta une « contribution significative » à la connaissance du phénomène biologique de la vernalisation, aujourd'hui explicité au niveau moléculaire, son erreur fut de supposer que les caractéristiques induites pussent être transmises génétiquement : « Les variations héréditaires, l'acquisition de propriétés nouvelles et leur renforcement, ainsi que leur accumulation au cours d'une série de générations successives, sont toujours déterminés par les conditions de vie de l'organisme. L'hérédité varie et se complique par l'accumulation des propriétés et caractères nouveaux que les organismes ont acquis au cours de plusieurs générations. »,.

### Sylviculture
À la fin des années 1940, il impose sa théorie farfelue de la « plantation en nids » de graines de céréales ou d'arbres destinés à préserver la toundra du dessèchement : « On plante plusieurs graines dans chaque trou, les plantules qui en sortent seront trop nombreuses, mais la plupart d'entre elles se sacrifieront pour le bien de l'une d'elles ». Cette technique est à l'origine d'un des plus grands échecs sylvicoles du XXe siècle, aussi Lyssenko est-il au bord de la disgrâce en 1947.
Par un décret du 20 octobre 1948, deux mois après la session de VASKhNIL, Staline lance son plan de transformation de la nature comprenant un gigantesque projet d'afforestation ; Yevgeny M. Chekmenev, un protégé de Lyssenko, est l'administrateur principal du volet d'afforestation, avec rang de ministre.
La mise en œuvre de ce projet a souffert particulièrement de l'implication de Lyssenko, et de sa méthode de « plantation en nids » mais aussi d'une faible coordination sur le terrain ainsi que d'une conception scientifique défaillante dans certains domaines. La mort de Staline, en 1953, mit un terme au projet qui ne fut que très partiellement réalisé.
Citant Stephen Brain et David Moon, John Bellamy Foster relève que sur les millions d'hectares d'arbres plantés, 40 % survécurent ; en Oural par contre la totalité des plants périrent, comme s'en plaint Vladimir Soukatchev auprès du ministre chargé de l'afforestation.
Lyssenko promeut l'implantation de rideaux d'arbres pour protéger les moissons des vents ou des sables. Des gains de 17 quintaux à l'hectare, dans le Kouban, sont rapportés par A. Kostiakov.
Lyssenko n'invente pas ex nihilo la plantation dite en nids, mais s'inspire de précédentes réalisations. Dans les années 1910, Ogievski, un chercheur de l'Institut impérial de sylviculture de Saint-Pétersbourg expérimente un semis regroupé de chênes dans les steppes boisées de Toula : cinquante glands semés sur 200 aires d'un mètre sur deux séparées les unes des autres de 4,5 mètres. Après la Révolution Russe, les essais de Toula, très connus, furent promus dans plusieurs républiques d'URSS. Lyssenko adopta cette technique sans avoir dûment vérifié son efficacité. En 2007, R. Pierlot qui rapporte également les travaux d'Ogievski (datés de 1911, avec des « poquets » de 1 m2 et non de deux) ne craint pas d'écrire : « En 1948, puis en 1949, 1950, T. Lyssenko et d’autres auteurs montrent bien que la méthode est digne d’intérêt, notamment dans le reboisement de steppes en créant des rideaux-abris. ».

### Pomme de terre
En 1931, les autorités demandent au Commissariat de l'agriculture, à l'Académie Lénine des sciences agricoles et à l'Institut de la culture des plantes de régler le problème de la dégénérescence de la pomme de terre en quatre ans. Cette maladie dont les causes ont été établies au début du 20e siècle (un virus transmis par les pucerons) est un véritable fléau dans les parties méridionales de l'URSS où les étés chauds et secs sont propices à la prolifération des pucerons. Or, les kohlkozes producteurs de pomme de terre n'ont les moyens ni d'importer des tubercules sains ni de vérifier rigoureusement que les tubercules à planter ne sont pas infectés. Pour Lyssenko, la dégénérescence n'est pas une maladie infectieuse ; il propose de planter les pommes de terre non au printemps, comme c'est d'usage, mais au milieu de l'été. Déjà connue, cette méthode n'est efficace qu'à condition de disposer d'un sol bien irrigué et d'avoir la possibilité de s’exonérer d'attaques de pucerons, ce qui n'est généralement pas le cas là où cette méthode est introduite à grande échelle par les autorités. Cela entraîne la chute des récoltes et la propagation de la maladie dans les régions centrales. La méthode ne sera abandonnée que dans les années 1950.
Vulgarisateur, il apprend pendant la guerre aux Kolkhoziens « à combattre la dégénérescence et à n'utiliser pour la semence que les sommets du tubercule ».

### Blé ramifié
En 1947 il affirme disposer d'une variété de blé aux rendements exceptionnels. Il s'agit d'un blé ramifié, aux épis ramifié, dont Staline lui a transmis quelques graines qu'il avait lui-même reçues de kolkhoziens géorgiens en 1946. Le 27 octobre 1947, Lyssenko écrit une lettre à Staline rendant compte des expériences réalisées qui laissent entrevoir des rendements cinq fois supérieurs à ceux des blés habituels : « Pour l'instant, je ne vais plus fantasmer sur ce sujet. Mais cette fantaisie m'a tellement séduit que je Vous prie de nous autoriser à mener ce travail en 1948, et ensuite, si l'expérience réussit, de nous aider à la poursuivre ». Par une lettre du 31 octobre 1947, Staline répond sur un ton amical, ajoutant à son autorisation quelques conseils agronomiques. Au printemps 1948, les espoirs portés par le blé ramifié font l'objet d'un « tapage publicitaire intense ». S'il aura permis à Lyssenko de restaurer sa position alors fragilisée, le blé ramifié n'accomplira pas les miracles officiellement attendus. Ce blé ramifié, Lyssenko le connaissait déjà bien avant 1946 : une photographie publiée en 1937 montre son père exhibant un tel blé et plus tard, en 1940, son journal Vernalisation y consacrait aussi un article.
En 1880 déjà, dans son livre Les meilleurs blés, Henry de Vilmorin — pour lequel Lyssenko avait de la considération — écrivait déjà à propos de ces blés également qualifiés de blés miracles : « Les blés à épis rameux ont toujours eu le don de frapper vivement l'imagination des ignorants et des cultivateurs novices qui s'imaginent en obtenir des rendements prodigieux, tandis qu'ils ne donnent en général qu'un produit assez médiocre, surtout au point de vue de la qualité. »

### Greffage et hybrides végétatifs
Bien connue des horticulteurs et des jardiniers, la technique du greffage a retenu l'attention de Lyssenko qui a observé la transmission de caractères du porte greffe vers le greffon ainsi qu'à sa descendance (après semis des graines issues de cette opération de greffe). Ces expériences ont été ultérieurement reconduites par Hirata avec des résultats également positifs.
En 1988, Denis Buican écrit : « Si l'hybridation végétative était possible, au-delà de l'intérêt pratique indiscutable, elle aurait une immense importance théorique car cela prouverait que l'hérédité n'est pas un apanage des chromosomes ». Pour Buican, aucune des observations avancées par les lyssenkistes n'a de réalité : ce sont soit des fraudes, soit des illusions induites par des erreurs d'interprétation (cas des chimères dont l'explication avait été apportée par Hans Winkler).
Dans un livre retraçant son parcours de chercheur, Maurice Stroun, découvreur en 1972 avec Phippe Anker de l'ADN circulant, revient sur ses recherches sur les hybrides de greffe de solanacées. Après des expériences sur la tomate qui livrent des résultats peu significatifs, il obtient en 1960 des résultats « massifs » avec des hybrides de greffe d'aubergines ; semant les graines des fruits issus de la plante pupille, il observe une ségrégation « aberrante ». En 1962, il publie une brève communication à l'Académie des sciences de Paris et en 1963 un article en anglais dans les Archives des sciences de Genève. Devant rendre compte théoriquement de ce phénomène, qu'il ne pouvait expliquer uniquement par la théorie des caractères acquis de Lamarck comme l'avait fait Lyssenko, il formule l'hypothèse de l'ADN circulant.
En 2017 dans un article intitulé Lysenko and Russian genetics: an alternative view (article qui est lui-même une réponse à un précédent article de P. S. Harper) Zhengrong Wang et Yongsheng Liu défendent la validité des travaux de Lyssenko concernant les hybrides de greffe. Ils soulignent la faiblesse du livre de Medvedev à ce sujet. Harper conteste les appréciations de ces auteurs concernant la validité scientifiques des travaux concernant les hybrides de greffe en s'appuyant notamment sur les expériences de Hans Stubbe qui les auraient discréditées.

### Création d'espèces végétales nouvelles
C'est en mai 1950, lors d'une session spéciale de l'Académie des sciences que Lyssenko affirme pour la première fois publiquement la possibilité de mutation d'une espèce en une autre, ce qu'il réaffirme dans un article de la Pravda du 3 novembre 1950. C'est seulement à partir de 1950 qu'il lie explicitement sa théorie à celle d'Olga Lepechinskaïa (il avait cependant déjà écrit un avant-propos à la monographie que celle-ci produisit en 1945).
C'est en 1950, dans Agrobiologia — traduit en anglais en 1951 sous le titre New Developments in the Science of Biological Species — que Lyssenko rapporte la transformation d'une espèce végétale, le blé, en une autre : seigle, avoine ou orge.
Parmi les transmutations avancées : celle d'une variété de blé en une autre (Triticum durum en Tr. vulgare), de blé en seigle (Triticum sp. en Secale cereale), de seigle en brome-faux-seigle (Bromus secalinus), d'avoine en folle-avoine (avena fatua), d'épicea en pin sylvestre.

### Fertilisation
Sous Khrouchtchev, Lyssenko met en avant des composts organo-minéraux, un mélange de superphosphates de fumier et de terre, qu'il a mis au point et utilisé sur la ferme expérimentale de Leninskie Gorki qu'il dirige depuis les années 1930. Les spécialistes des engrais, stigmatisent la mauvaise méthodologie des recherches et infirment les résultats de Lyssenko : ces composts n'améliorent pas les rendements et détériorent la qualité du sol.

## Lyssenko et Vavilov
En 1939, Nikolaï Vavilov, un des biologistes soviétiques les plus prestigieux, voit ses travaux rejetés sous recommandation de Lyssenko. Il est arrêté en 1940, ainsi que ses principaux collaborateurs. Tous mourront au goulag, Vavilov lui-même en prison à Saratov en 1943.
Nikolai Vavilov est généralement présenté comme un défenseur acharné de la science qui se serait toujours opposé à la pseudo-science défendue par Lyssenko dont il aurait fini par être la victime. Pourtant, quand Lyssenko publie son article de 1929 sur la vernalisation, Vavilov le soutient malgré les réserves d'un de ses collaborateurs, Maksimov (qui permet toutefois aux vues de Lyssenko d’être reprises sans entrave dans les comptes-rendus du congrès de Leningrad). À la suite du Congrès, Lyssenko, aidé de son père, mène une expérience de vernalisation avec du blé d'hiver qui, l'été venu, fait l'admiration de la communauté paysanne locale. La presse s'en fait l'écho. C'est à la suite des visites sur le site d'expérience de spécialistes gouvernementaux que Lyssenko se voit attribuer un poste à l'institut Ukrainien de sélection et de génétique d'Odessa afin de mieux comprendre le phénomène de la vernalisation et d'en tirer des enseignements pratiques. En juillet 1935, Vavilov soutient encore vigoureusement les travaux de Lyssenko sur la vernalisation, qu'il qualifie de grande réalisation dans le domaine de l'agrotechnologie.
En 1927, Vavilov avait voulu confier à Lyssenko la responsabilité d'un laboratoire dans l'institut qu'il dirigeait ; Nikolai Maksimov s'y opposa : il n'appréciait pas le caractère obstiné, imperméable à la critique d'un homme à l'éducation par ailleurs limitée. C'est encore Vavilov qui en 1929 propose que Lyssenko puisse faire une communication au congrès de Léningrad.
Buican fait remarquer que les attaques contre Vavilov « commencèrent à partir de 1931, apparemment sans aucune contribution de Lyssenko, alors trop insignifiant encore pour nuire ».
Début 1932 le commissaire du peuple pour l'agriculture Iakov Iakovlev ordonne à Vavilov de soutenir le travail de Lyssenko.
Lors du VIe congrès international de génétique qui a lieu du 24 au 31 août 1932 à l'Université Cornell à Ithaca, Vavilov — seul soviétique à y participer avec Timofeff-Ressovsky — loue la « remarquable découverte » de la vernalisation faite par Lyssenko.
En 1940, un débat oppose Lyssenko à Vavilov ; les scientifiques occidentaux n'auront alors plus de nouvelles de Vavilov mais aussi d'autres éminents généticiens comme Karpechenko.
En 2017 Z. Wang et Y. Liu appellent à reconsidérer la responsabilité personnelle de Lyssenko dans l'arrestation des généticiens soviétiques et de Vavilov en particulier. Reprochant une compréhension trop partiale, unilatérale (« one-sided ») des événements, ils font notamment valoir — s'appuyant sur Graham — qu'interrogé par la NKVD, Lyssenko n'aurait chargé Vavilov d'aucune accusation. Harper s'étonne de l’ingénuité qu'il y aurait à arguer d'une irresponsabilité personnelle quand les documents attestent bien une constante et violente hostilité publiquement affirmée.

## Doctrine de Lyssenko sur la génétique
« Alors que différentes traditions de recherches évolutionnistes semblaient incompatibles, l'émergence d'une nouvelle discipline, la génétique des populations, conduit à la réalisation progressive d'une grande synthèse élaborée à la fin des années 1930 ». Si la notion de gène comme porteur de l'hérédité était bien établie dans les années 1940, sa base matérielle était loin d'être claire à cette époque même si les preuves s'accumulaient qui faisaient des chromosomes ces supports très probables de l'hérédité.
Avant les années 1930, Lyssenko n’avait aucunement pris part aux débats portant sur des questions de génétique. Quand il s’y intéresse, c’est pour rejeter tout ce qui le précède. Dans une publication de 1934, Lyssenko affirme l'incompatibilité de la génétique avec le communisme. 
Contrairement à une idée répandue, il ne prônait pas un retour à Lamarck, mais bien aux idées originales que Darwin exposait dans De la variation des animaux et des plantes sous l'action de la domestication (1868), où il proposait une théorie de la transmission des caractères acquis qu'il dénomme « pangenèse » :

« Dans la période post-darwinienne, la plus grande partie des biologistes du monde, au lieu de continuer à développer la doctrine de Darwin, firent tout pour avilir le darwinisme, pour en étouffer la base scientifique. L’incarnation la plus éclatante de cette dégradation est donnée par Weismann, Mendel, Morgan, fondateurs de la génétique réactionnaire contemporaine »

— Trofim Denissovitch Lyssenko, Agrobiologie.

### Positions concernant Lamarck
Lyssenko soutient l'existence de l'hérédité des caractères acquis mais n'est pas vitaliste comme Lamarck.
Ni Lyssenko ni ceux qui se réclament de lui ne se disent lamarckiens.
Lors de la quatrième session de VASHhNIL en décembre 1936, Lyssenko se défend de tout lamarckisme...mais reconnait (s'appuyant sur Prezent alors réputé pour son antilamarckisme) la possibilité de transformer l'hérédité des plantes en les soumettant à un entrainement particulier. Cette déclaration semble satisfaire certains généticiens exemptant Lyssenko des reproches qu'ils s'accordent par contre à adresser aux seuls sympathisants de Lyssenko que sont Sergueï Perov (ru) et Donat Dolgouchine (ru). D'autres généticiens, comme Nikolaï Dubinin (ru), relèvent cependant avec ironie l'incohérence d'une telle déclaration.
Pour Guillaume Suing, la position de Lyssenko par rapport à l'hérédité des caractères acquis — qu'il préfère envisager sous le terme d'« hérédité métabolique » — est différente de celle de Lamarck ; pour Lyssenko une population pouvait conserver des caractères acquis au fil des générations à condition que le milieu reste le même :

« On ne saurait en aucune façon qualifier la tendance mitchourinienne ni de néo-lamarckisme ni de néo-darwinisme. C'est un darwinisme soviétique, créateur »

— Lyssenko, Rapport sur la situation de la science biologique, 1948.

### Positions concernant Darwin
Depuis qu'il se propose de théoriser sa pratique dans les années 1930, Lyssenko la désigne soit comme « doctrine mitchuriniste » soit, tout simplement, comme « Darwinisme » ; à ces appellations viendront s'ajouter dans les années 1940 celle de « darwinisme créatif » (qualifié parfois de surcroît de soviétique ou de révolutionnaire).
Lyssenko qui reconnaît l'évolution des espèces se refuse à accepter le mécanisme avancé par Darwin pour rendre compte de cette évolution, à savoir la lutte pour la vie (the struggle for life).
Il se situe en cela dans une forte tradition russe : si la Russie tsariste — suivie ensuite par la Russie soviétique comme le rappelle Igor Popov en 2008 — a réservé un accueil enthousiaste et immédiat aux idées de Darwin concernant l'évolution, certaines réserves se manifestèrent dès cette époque qui ont perduré sans subir l'oubli qui fut le leur en Occident[réf. nécessaire]. C'est ainsi que l'orthogenèse, soutenue par Lev Berg, y trouva une certaine attention : si Dobzhansky s'en détourne rapidement, Filipchenko et notamment Vavilov (cf. son : The law of homological series in variation) accordent à cette théorie quelque sympathie. Mais surtout on trouve en Russie une défiance largement partagée à l'égard du principal mécanisme avancé par Darwin pour expliquer l'évolution comme le montrent Daniel Todes et Loran (sic) Graham. Kliment Timiriazev lui-même, qualifié de Bulldog russe de Darwin y était opposé. Les chercheurs russes mirent plutôt en avant des mécanismes de coopération et d'aide mutuelle comme le développe Pierre Kropotkine dans son livre L'Entraide, un facteur de l'évolution.
La revue Yarovisatsiia se réfère abondamment à deux traités de Darwin, The Variation of Animals and Plants under Domestication et The effects of cross and self fertilisation in the vegetable kingdom [Les Effets de la fécondation croisée et directe dans le règne végétal].
Lyssenko retient de Darwin non pas ce qui lui fut particulier, mais les seules propositions par lesquelles Darwin reconnaît en effet la possibilité de mécanismes de type lamarckien. Sa conception du mécanisme de l'hérédité le rapproche également de Darwin qui avait élaboré l'hypothèse de la Pangenèse.

### Positions concernant Mendel, Weismann et Morgan
Lyssenko condamne la génétique mendélienne, jugée « réactionnaire », reprend les thèses du mitchourinisme stipulant qu'il est possible de modifier les caractéristiques génétiques d'une plante en agissant sur son environnement.

## L'affaire Lyssenko
Alors que les idées de Lyssenko sont discutées et contestées dès les années 1930, ce qui sera connu dans le monde comme « l’affaire Lyssenko » advient en 1948 dans le sillage de la session de l’Académie Lénine des sciences agricoles de l’URSS (VASKhNIL) du 28 juillet au 7 août 1948. Le lyssenkisme y est institutionnalisé avec le soutien de Staline. Cette conception soviétique de la biologie provoquera une controverse interne au monde communiste, particulièrement en France.
Le rapport de Lyssenko est publié dans la Pravda les 4 et 5 octobre 1948.
Les comptes-rendus de VASKhNIL furent rapidement publiés non seulement dans les toutes récentes démocraties populaires, mais aussi en Afghanistan, en Argentine, en Autriche, en Grande-Bretagne, en Chine, en France, en Allemagne, en Iran, en Irak, au Japon, au Liban, en Turquie, aux États-Unis et ailleurs. Le film Mitchurin, remanié, vient en soutien de cette campagne. En Occident, on répond à cette campagne de propagande par une contre-campagne.

### Officialisation du lyssenkisme en URSS
La session VASKhNIL se tient juste après le 8e Congrès International de Génétique qui a eu lieu à Stockholm du 7 au 14 juillet 1948 et où les chercheurs soviétiques, officiellement accaparés par leurs travaux, ne se sont pas rendus. Elle se déroule en URSS sur fond d'une campagne contre « la servilité envers l’Occident » et le « cosmopolitisme » alors que sont valorisées les réalisations autochtones « progressistes » et stigmatisé tout ce qui vient de l’Occident jugé « réactionnaire ».
Lyssenko fait le rapport d'ouverture et prononce également le discours de clôture.
Les déclarations de Lyssenko n’étaient pas une surprise : il les défendait depuis quinze années ; ce qui surprit, c’est d’abord que, trois jours plus tard, la Pravda publie l’intégralité du rapport de Lyssenko. Plus surprenantes encore, furent les remarques conclusives, elles aussi reprises par la Pravda, où l’on pouvait lire que le rapport de Lyssenko avait été examiné et approuvé par le Comité central du parti communiste. La conférence VASKhNIL fut suivie d’une campagne de promotion intense et exclusive de la biologie mitchurinienne. Les journaux rapportaient quotidiennement les propos des tenants de la doctrine de Lyssenko. Outre la publication dans la Pravda, le rapport Lyssenko fut immédiatement publié à plus de 300 000 exemplaires.
Fin août et début septembre 1948, la conférence VASKhNIL est relayée par des réunions de l’Académie des sciences, de l’Académie des sciences pédagogiques et l’Académie des sciences médicales. Elles furent suivies et accompagnées par de multiples réunions des organismes académiques, ministériels ou administratifs et ce, à différents niveaux. Dans la foulée de cette campagne, plusieurs laboratoires de génétique furent fermés, beaucoup de biologistes furent licenciés, les cours de génétiques interdits des écoles d’agriculture et des universités, de nouveaux manuels exposant exclusivement la « nouvelle biologie » publiés. Fin 1948, la génétique mendélienne était officiellement bannie de l’Union soviétique. La campagne de promotion de la biologie mitchurinienne gagna très rapidement le reste du monde.

#### Lyssenkisme et théorie des deux sciences
Selon Deniz Uztopal, de la revue Cahiers d'histoire, il faut distinguer le lyssenkisme, doctrine agronomique, et la dite « théorie des deux sciences », philosophie opposant « une science prolétarienne » et une « science bourgeoise ».
Pour Lilian Truchon, du Cercle universitaire d'études marxistes, la théorie des deux sciences existe déjà chez Alexandre Bogdanov, que cite Lénine au début du XXe siècle : « Il n’existe pas de critère de la « vérité objective » […] ; la vérité est une forme idéologique : une forme, organisatrice, de l’expérience ». Bogdanov proclame également que « la science peut être bourgeoise ou prolétarienne par sa « nature » même ».
Méconnue jusque-là, la conception des deux sciences semble avoir eu pendant deux à trois ans un impact dans le PCF. Amalgamée avec le lyssenkisme, elle entraîne le départ de biologistes comme Jacques Monod et l'éviction de Marcel Prenant du Parti. Le problème perdure jusqu'à ce que Staline réfute la théorie des deux sciences en 1950 (dans un opuscule de linguistique)[pas clair].
Selon Uztopal, Lyssenko s'est fait ainsi un nom dans le monde surtout après 1948 : « jusqu’à cette date, Lyssenko est bien loin d’être la référence par excellence en URSS. Il est autant présent dans la propagande soviétique que ses détracteurs, et de nombreux responsables du parti communiste tels que Jdanov (père et fils) sont peu favorables aux méthodes d’administration utilisées par l’agronome et le critiquent même ouvertement ».

### Réception dans les autres pays

#### Les États satellites
Conformément à la chaîne d’autorité politique alors en place, les conclusions de la session d’août 1948 de l’Académie Lénine des sciences agricoles sont aussitôt transmises aux partis d’Allemagne de l’Est, de Bulgarie, de Roumanie, de Hongrie, de Tchécoslovaquie et d’Albanie qui les transmettent au monde académique scientifique, contraint d’obéir, mais sans beaucoup de zèle et dans un climat moins tragique qu’en URSS. La Tchécoslovaquie est particulièrement « tiède » (selon la terminologie de l’époque) dans sa condamnation des lois de Mendel (qui était né et avait conduit l'essentiel de ses recherches sur le territoire de la Tchécoslovaquie de l'époque), tandis que d’autres pays se montrent plus zélés.
En République démocratique allemande les autorités centrales promeuvent officiellement le lyssenkisme sans toutefois réprimer vigoureusement ni systématiquement ses opposants. De fait, au niveau de l'enseignement universitaire la situation varie localement et parfois même au sein d'une même université (comme à Jena où l'enseignement de Georg Schneider, Otto Schwarz (de) coexiste avec celui des mendeliens Wartenberg, Gersch et Drawert). À l'Université Martin Luther, à Halle, l'influence de professeurs comme  (de), Gustav Becker et Kurt Mothes (de) contient efficacement l'audience du lyssenkisme.
Hans Stubbe s'opposa aux affirmations de Lyssenko notamment au sujet des hybrides de greffe,.
En Pologne peu de botanistes adoptèrent les thèses de Lyssenko qui furent abandonnées rapidement dès que la situation politique le permit. le généticien Wacław Gajewski compta parmi les opposants au lyssenkisme.

#### France
Avant la Seconde Guerre mondiale et comme leurs homologues non-communistes, les intellectuels communistes français n’étaient absolument pas hostiles à la génétique, comme l'attestent les articles de J. B. S Haldane, Jacques Monod, Georges Teissier et Marcel Prenant publiés en 1939 dans le premier numéro La Pensée, un périodique créé par le PCF. En 1948 encore, à quelques semaines de la session de l'Académie Lénine, paraît la seconde édition de Biologie et Marxisme de Marcel Prenant, où l'auteur critique vivement les théories de Lyssenko et les méthodes par lesquelles il les fait valoir. Le lyssenkisme donnera pourtant lieu à un violent débat en France pendant l'été 1948.
Mais la parution dans Les Lettres françaises du 26 août 1948 d’un article polémique de Jean Champenois change la donne et surprend tout le monde,. Le 8 septembre 1948, Combat, le quotidien de la gauche démocratique animé par Camus commence une série d'articles sur le thème « Mendel... ou Lyssenko ? » : des scientifiques de renom tels Jean Rostand, André Lwoff, Maurice Daumas, Jacques Monod et Marcel Prenant y sont invités à donner leur avis. Si les quatre premiers condamnent sans appel les errements scientifiques de Lyssenko et la manière par laquelle l'État soviétique les promeut, Marcel Prenant, déchiré entre deux loyautés, celle qu'il doit à la science et celle qui le rattache au PC, se veut plus conciliant, ce qui déplait aux deux parties. La controverse éclate entre scientifiques communistes et en amène certains, comme Jacques Monod, à rompre avec le Parti communiste français, docilement aligné sur les positions lyssenkistes..
Dans Le Figaro Littéraire, Jean Rostand qui se montre d'abord circonspect le 2 octobre, invitant les lecteurs à se garder de tout parti-pris politique, se montrera plus offensif contre les positions du lyssenkisme dans l'édition du 4 décembre, en réaction au numéro spécial de la revue Europe.
La traduction française du rapport de Lyssenko paraît le 26 octobre dans Articles et Documents, No 1393 de La Documentation française.
En octobre 1948 la revue Europe relate en 185 pages les débats qui ont eu lieu à Moscou en août précédent : Louis Aragon préface ce numéro. Un an après, Auguste Chevalier fait remarquer que la traduction française laisse à désirer : des termes scientifiques sont mal transcrits,. En novembre, La Pensée consacre ses pages à ce dossier.
En France, comme dans bien d'autres pays hors d'URSS, ce sont des arguments philosophiques et non scientifiques que les communistes mettent en avant pour défendre le lyssenkisme. Ce sont d'abord des politiques comme Maurice Thorez ou Laurent Casanova, des philosophes comme Jean-Toussaint Desanti, des journalistes comme Francis Cohen voire des écrivains comme Aragon qui opposent la « science prolétarienne » à la « science bourgeoise », tandis que parmi les scientifiques, rares sont ceux qui, comme Claude-Charles Mathon, prennent parti pour le lyssenkisme. Parmi les scientifiques communistes Georges Teissier se tait et Marcel Prenant est rétrogradé.
La théorie des deux sciences soutenue par le parti communiste est véritablement lancée le 28 février 1949 lors d'un discours prononcé salle Wagram par Laurent Casanova sur les Responsabilités de l'intellectuel communiste.
Selon Deniz Uztopal, le lyssenkisme est d'emblée rejeté par les biologistes français, y compris communistes ; après la « défection » de Marcel Prenant, les scientifiques communistes qui interviennent dans le débat, comme Gaston Baissette ou Jeanne Levy, ne sont pas biologistes (le premier est médecin hygiéniste, la seconde professeur de médecine) ; ce n'est d'ailleurs qu'en décembre 1948 que le parti arrive à mettre en place un petit groupe de scientifiques pour appuyer son point de vue (composition : un biologiste, un biochimiste, deux médecins et un ingénieur en agronomie : Paul Dommergues) ; cette réticence des biologistes communistes perdure jusqu’en 1956, date à laquelle la direction du PCF décide de briser le monopole lyssenkiste dans les revues communistes.
Pour Marcel Prenant, avant son reniement des thèses de Lyssenko, la génétique chromosomique ne concernait que des caractères secondaires, comme la couleur des yeux de la drosophile, alors que les particules cytoplasmiques devaient jouer un rôle essentiel dans la transmission des caractères principaux. Jean-François Picard estime que les positions de Prenant vis-à-vis de la génétique classique tenaient également à sa méfiance envers le CNRS vu comme le lieu de collusion du savoir avec les intérêts privés qui y étaient co-financeurs de projets (comme la Fondation Rockefeller pour la recherche génétique).
Lors de l'affaire, Georges Teissier — résistant, militant communiste et directeur du CNRS depuis février 1946 —, se réfugie dans le silence (alors qu'en 1946 lors d'une conférence intitulée Matérialisme dialectique et biologie il affirmait encore que — lorsqu’il fait de bonne science, un savant fait très souvent de la dialectique matérialiste sans le savoir),.
Denis Buican, qui avait eu à pâtir du lyssenkisme en Roumanie, fut désagréablement surpris de le retrouver, fut-il atténué, en France, et se montre plus sévère qu'Uztopal (qui ne cite pas Buican), notamment dans sa critique des expérimentations menées en France pour tester certaines affirmations lyssenkistes : celles de Charles-Mathon et de Maurice Stroun (en) sur le terrain du CNAM, celles du Pr Jacques Benoît du Collège de France et celles menées à l’École d’Horticulture de Versailles. Buican dénonce aussi le fait qu'aucun des lyssenkistes notoires français (Ernest Kahane, Francis Cohen, Jeanne Levy, Victor Nigon...) ne reconnut publiquement son erreur. En 1986, Ernest Kahane, qui présida l'Association des Amis de Mitchourine, affirma : « J'ai fait un article dans La Pensée avec Nigon, qui est ce que j'ai fait de plus significatif sur le Lyssenkisme. Je l'ai relu vingt-cinq ans après, et j'ai trouvé que je n'avais pas grand-chose à en retrancher ». Par ailleurs, Kahane évoque rapidement l'épisode Lyssenko avec Vercors dans Questions sur la vie à messieurs les biologistes, Paris, Stock, 1973.
Au CNRA de l'INRA à Versailles, Paul Dommergues conduit des expériences pour tester la thèse du lyssenkiste Glouchenko sur la greffe. Hubert Bannerot et Lucien Degras rapportent l'un et l'autre que ces expériences ne confirmèrent pas les affirmations de Glouchenko ; pour l'un Dommergues n’était qu’un sympathisant du Parti communiste, pour l'autre il était membre du comité central,.
Michel Morange constate, pour le déplorer, que les théories de Lyssenko ont reçu un accueil « relativement favorable » en 1948 par de nombreux intellectuels français, dont plusieurs biologistes. Il n'en fait pas porter l’entière responsabilité au poids du parti communiste dans la vie politique française mais signale une réticence plus profonde de beaucoup de biologistes français vis-à-vis du darwinisme et du mendélisme. Citant S. Schmitt il rappelle que L. Cuénot, André Lwoff et de nombreux autres biologistes français considèrent alors le mendélisme ou le darwinisme comme insuffisants à rendre compte de la réalité sans toutefois adhérer au néo-lamarckisme.
« Quand j’ai fait mes études, vers les années 1950-1955, l’un des grands problèmes qui se posaient était celui du statut politique de la science et des fonctions idéologiques qu’elle pouvait véhiculer. Ce n’était pas exactement le problème Lyssenko qui dominait, mais je crois qu’autour de cette vilaine affaire qui est restée si longtemps enfouie et soigneusement cachée, tout un tas de questions intéressantes ont été agitées. Deux mots vont les résumer toutes : pouvoir et savoir. Je crois que j’ai écrit l’Histoire de la folie un peu sur l’horizon de ces questions » affirma Michel Foucault dans son ouvrage Dits et écrits, t. 2 : 1976?-1988, Paris, Gallimard, p. 140–141.

#### Belgique
L’affaire n’y prend pas les mêmes dimensions qu’en France, mais elle y suit un scénario identique : les biologistes Jean Brachet et Paul Brien, tels Marcel Prenant en France, d’abord conciliants, finissent par rejeter les thèses de Lyssenko ce qui les amène à quitter le parti communiste belge qui dans son organe de presse officiel « Le Drapeau Rouge » défend ardemment le lyssenkisme. Le mathématicien Paul Libois fut la figure majeure du lyssenkisme belge.

#### Grande-Bretagne
En 1947 déjà, des scientifiques membres du parti communiste comme R. G. Davies et J. L. Fyfe réfutent sévèrement les thèses de Lyssenko dans la revue Modern Quarterly (en), équivalent anglais de « La Pensée ».
Lorsque le PC tente de leur imposer le lyssenkisme, Henry Dale refuse d’emblée tandis que Haldane, d’abord prudent dans ses réfutations, finit par prononcer plus catégoriquement son refus ; en revanche, George Bernard Shaw qui n’était pas scientifique, ne tarit pas d’éloges sur le lyssenkisme.
L'affaire Lyssenko atteint le grand public d'abord par la radio.
J. Desmond Bernal ne renia jamais son adhésion aux thèses de Lyssenko.

#### Italie
Le IXe Congrès international de génétique se tient en Italie à Bellagio en août 1953.

#### États-Unis
Le lyssenkisme n’y trouve aucun soutien.
Pour de multiples raisons, la communauté des généticiens américains s’est d’abord tenue en marge du débat. Poussée par ceux de ses membres appelant à contrer franchement les prétentions de Lyssenko, et qui avaient d’abord publié dans la presse grand public, la société de génétique américaine (en) finit par recourir à une société de relations publiques afin de mettre en avant les réalisations de la génétique en occident, et ce, sans jamais avoir à critiquer frontalement Lyssenko.
Avant que l’affaire n'éclate, Dunn (en) et Dobzhansky entreprennent la traduction du livre de Lyssenko dans l’espoir que le simple exposé de ses thèses suffise à les discréditer ; Heredity and its Variability paraît en 1946 sans préface, avec juste un avant-propos du traducteur.
Le 24 septembre 1948, Hermann Joseph Muller annonce par voie de presse qu’il démissionne de l’Académie des sciences d'URSS. En 1949 la revue Science publie un communiqué de l'Institut américain des sciences biologiques (en), auquel la société américaine vient de s’affilier, condamnant officiellement les thèses de Lyssenko.
Scandalisé que ses travaux sur l'hérédité cytoplasmique soient enrôlés par les lyssenkistes, Tracy Sonneborn (en), par ailleurs hostile au communisme depuis sa jeunesse, fonde le Committee to Counteract AntiGenetics Propaganda (CCAGP), actif à partir de février 1949. Le CCAGP fut composé, outre de Sonneborn, de Robert Cook, Theodosius Dobzhansky, H. J. Muller, et de Bentley Glass.
En septembre 1950 la Société de génétique américaine célèbre le cinquantenaire de la « redécouverte » des travaux de Mendel ; cet événement se veut aussi l'occasion d'exposer les réalisations de la génétique en réponse aux thèses de Lyssenko. Les services de la société de relations publiques Pendray and Leibert Company sont sollicités pour donner à ce jubilé un très large écho dans la presse et à la radio.

#### Inde
En 1952, Ramesh Maheshwari, Directeur du département de Botanique à l'Université de New Delhi, publia un article dans la revue Nature, où il mettait sérieusement en doute la possibilité de conversion du blé en seigle, orge et avoine, comme l'affirmait alors Lyssenko.

## Explications du phénomène
« Comment Lyssenko a-t-il pu acquérir assez d'influence et de pouvoir pour subjuguer ses collègues, conquérir l'appui de la radio et de la presse, l'approbation du comité central et de Staline en personne, au point qu'aujourd'hui la « Vérité » dérisoire de Lyssenko est la vérité officielle garantie par l'État que tout ce qui s'en écarte est « irrévocablement banni » de la science soviétique (" Pravda ", cité d'après " Soviet news " [publication de l'ambassade soviétique à Londres] du 27 août [1948] et que les opposants qui contre lui défendaient la science, le progrès, les vrais intérêts de leur patrie sont honteusement chassés, cloués au pilori comme " esclaves de la science bourgeoise " et pratiquement accusés de trahison. Tout cela est insensé, démesuré, invraisemblable. C'est vrai pourtant. Que s'est-il passé ? »

— Jacques Monod, Article du quotidien Combat, 15 septembre 1948
Le conflit qui l'oppose aux « universitaires » survient au moment où l'État stalinien entreprend de discréditer les intellectuels « bourgeois », souvent formés à l'étranger, pour les remplacer par des « fils du peuple », qui doivent leur ascension à l'État soviétique.
Dans les années 1929-1931, Staline met en place un encadrement strict de la vie intellectuelle. Comme les autres scientifiques, mais de façon aiguë du fait de la dimension politique attachée aux questions eugéniques alors discutées, les biologistes sont sommés de penser leur discipline dans un cadre qui se veut marxiste. Entre cinquante et cent biologistes participent ainsi à des groupes de travail au sein de l’Académie communiste et l’Institut Timiriazev afin d’étudier et de promouvoir les sciences naturelles du point de vue du matérialisme dialectique. Ce « great break », comme le rappelle David Joravsky, renoue en quelque sorte avec la forte inclination Lamarckienne des biologistes soviétiques avant que, pour la plupart d’entre eux, ils ne se rallient dans les années 1920 — pour une courte durée donc — aux théories et découvertes issues des travaux de Morgan (les Soviétiques créent d’ailleurs le néologisme de morganisme). À compter de 1931, l’Institut Timiriazev se veut le promoteur de cette articulation de la science à la doctrine marxiste (en s’appuyant notamment sur des écrits d’Engels), sans toutefois faire l’unanimité en son sein ni même parvenir à produire des enseignements pratiques (l’Institut sera dissous en 1936, tandis que Lyssenko affermira ses positions).
Le 3 août 1931, la Pravda rend public un décret du Parti enjoignant aux sélectionneurs de variétés végétales d’accélérer le processus de sélection : c’est en trois ou quatre ans et non plus en dix ou douze ans qu’un résultat doit désormais être obtenu. Quand bien même ce décret ne faisait aucunement référence aux théories de Lyssenko, Joravsky remarque qu’il ouvrait la porte au développement d’une école privilégiant — telle celle de Lyssenko — les résultats pratiques par rapport à la patiente et méthodique investigation scientifique. À compter des années 1933-1935, le soutien apporté à Lyssenko par I.I. Prezent, philosophe et membre du parti communiste, accentue la dérive doctrinale inspirée d'une vision stalinienne du marxisme.
Avant l'arrivée des nazis au pouvoir, les soviétiques arrêtent les recherches ayant pour objet l'eugénisme qui avaient pourtant trouvé à se développer depuis la révolution dans plusieurs instituts (souvent en relation avec des chercheurs suédois). Youri Filipchenko, le pionnier de la génétique russe, et Nikolai Koltsov — qui formèrent toute une génération de généticiens — sont deux figures importantes du mouvement eugéniste soviétique. E. O. Manoilov travaille par exemple à un test sanguin destiné à identifier les personnes suivant des races supposées (les juifs sont ainsi l'objet d'une curiosité pseudoscientifique appuyée). À l'occasion du cinquième plan en 1929, Aleksandr Serebrovski (ru) suggère quant à lui la mise en place d'un programme d'insémination artificielle généralisée des femmes soviétiques. Associées au fascisme à compter des années 1930, ces recherches sont abandonnées. Le discrédit qui y est attaché tend à se porter sur la génétique dans son ensemble.

### Lyssenko et Staline
Rapportant en 2000 les circonstances de l'adoption de la déclaration de 1948, Jaurès Medvedev écrit : « In fact, there was no real closeness between Stalin and Lysenko. They were never together in any circumstances other than official ». Staline fut conduit à intervenir directement — jusqu'à annoter le texte de Lyssenko — à la suite de l'opposition que Iouri Jdanov — le fils d'Andreï Jdanov — avait manifestée à l'encontre des thèses de Lyssenko.
À la fin de 1995 toutefois, Youri Vavilov, le fils de Nicolas, porte à la connaissance du public des lettres échangées entre Lyssenko et Staline entre 1947 et 1948 et qui étaient jusque-là classifiées.
D'après Deniz Uztopal, « une analyse de l’ensemble des écrits de Staline et de Lyssenko prouve que ces derniers n’ont jamais utilisé le concept de « science prolétarienne ».
En 2006, dans son livre Stalin and the Soviet Science Wars, Ethan Pollock examine les interventions de Staline dans six débats scientifiques (philosophie, biologie, physique, linguistique, physiologie et économie politique) ; il montre, contrairement à ce qui était jusqu'alors soutenu, que Staline était vraiment motivé par un souci de faire progresser la science, mais que ces interventions ont eu l'effet contraire à celui recherché.

### Lyssenko et matérialisme dialectique
D'autres auteurs comme Suing, et Medvedev lui-même, accusent seulement une application dogmatique, mécaniste, du matérialisme dialectique. Dans Grandeur et chute de Lyssenko, un ouvrage dont la rédaction originelle se fit en URSS, Medvedev, par exemple, avait encore des paroles élogieuses pour Lénine.

#### Livres et article de Lyssenko
- Lysenko, Teo reticheskie osnovy napravlennogo izmeneniia nasledst vennostisel’skokhoziaistvennykh rastenii/Fondations théoriques de l'altération dirigée de l'hérédité des plantes agricoles, la Pravda et Izvestiia, 29 janvier 1963
- Lysenko, Ne kotorye vazhneishie voprosy zemledeliia tselinnykh raionov/Quelques-unes des plus importantes questions sur l'agriculture dans la zone des terres vierges, la Pravda, 5 août 1960
- T. Lyssenko, Za materializm v biologii, Moskva : Znanie, 1958
- T. Lyssenko, Soil nutrition of plants, Moscow, Foreign Languages Pub. House, 1957.
- T. Lyssenko, La Fécondation ; le processus sexuel, 1954
- T. D. Lyssenko, Ob obrabotke tselinnykh i zalezhnykh zemel/ Sur la culture des terres vierges, Izvestiia, 20 février 1954
- A. I. Oparine, T. D. Lyssenko, O. B. Lepechinskaïa et al., Questions scientifiques II, Biologie, Paris : Éditions de la nouvelle critique, impr. 1953
- T. D. Lyssenko, K voprosu o pod’eme urozhainosti v nechernozemnoi polose, Pravda, 21 mai 1953
- T. D. Lyssenko, Novoe v nauke o biologicheskom vide/ Du nouveau dans la Science de l'espèce, reproduit dans la Pravda du 3 novembre 1950 (trad. française « Assoc. Amis de Mitchourine »).
- T. Lyssenko, Ob agronomicheskom uchenii V.R. Vilʹiamsa/ Sur les enseignements agronomiques de V.R. Viliams’s, Moskva : Pravda, 15 juillet 1950
- La situation dans la science biologique. Session de l'Académie Lénine des sciences agricoles de l'URSS. 31 juillet-7 août 1948, Moscou, Éditions en langues étrangères, 1949. Ouvrage traduit du russe : Trofim Lyssenko; V N Stoletov; Vsesoi︠u︡znai︠a︡ akademii︠a︡ selʹskokhozi︠a︡ĭstvennykh nauk imeni V.I. Lenina., Moskva, Selʹkhozgiz, 1948.
- T. D. Lysenko, Agrobiologiia: Raboty po voprosam genetiki, selektsii, i semenovodstva, Moscou, 1943 (republié en 1952) publié ensuite en langues étrangères : T. Lyssenko, Agrobiologie : génétique, sélection et production des semences, Moscou : Éditions en langues étrangères, 1953 ; publié en 1951 en allemand
- T. D. Lysenko, O nasledstvennosti i ee izmenchivosti, moscou, 1943 réédité en 1944. Traduit du russe par Theodosius Dobjansky : Heredity and its variability, New York : King's Crown Press, 1946. Le traducteur rapporte la difficulté à traduire dans les termes de la génétique des formules forgées par Lyssenko à destination des travailleurs des Kolkhoz et des Sovkhoz[30].
- T. D. Lyssenko, Teoreticheskie osnovy i︠a︡rovizatsii/Principes théoriques de la vernalisation, Moskva : Gosudarstvennoe Izdatel'stvo Kolkhoznoĭ i Sovkhoznoĭ Literatury, 1935.
- T. D. Lyssenko, F S Stepanenko; D Hollmann; I Dyck, Die Jarowisierung der landwirtschaftlichen Pflanzen, Engels Deutscher Staatsverl. 1934 Un ouvrage paraitra sous un titre semblable, également en allemand, en 1950
- T. D. Lysenko, Physiology of plant development in relation to plant breeding, Semenovodstvo 2, 20-21, 1934 (en Russe).
- Lysenko, T. D. & Dolgushin, D. A. On the essense of the winter nature of plants. Trudy Vsesoyuznogo c’ezda po genetike, selektsii, semenovodstvu i plemennomu zhivotnovodstvu, Leningrad 10–16 January1929, Vol. 3, 189–199 (Voennomockikh sil RKKA, Leningrad, 1929
- Lysenko, T. D. Influence of thermal conditions on developmental phases duration. The experiments with cereals and cotton.Trudy Azerbaidzhanskoi Tsentralnoi Opitno–selektsionnoi stantsii imeni tovarishcha Ordzhonikidze, Vol. 3, Baku (1928)
- Lyssenko, T.D. Tekhnika i metodika selektsii tomatov na Belotserkovskoi selekstantsii. Biulleten Sortovodno-semennogo Upravleniia 4, 73–76 (1923)

Nota : en 1945, les Plant Breeding Abstracts de Cambridge publient une biographie des travaux de Lysenko par V. N. Stoletov (Abstracts, vol. 17, N°, p. 162)

#### Livres et article sur Lyssenko
- Hudson, P. S., and Richens, R. H., The New Genetics in the Soviet Union, Imperial Bureau of Plant Breeding and Genetics (Cambridge, 1946). Les positions de Lyssenko en matière de génétique sont examinées très en détail — sur 18 pages — par Hudson et Richens ; très critiques, les auteurs regrettent la pauvreté des données et l’absence d'expérience de contrôle. Cette étude conduite sur un ton mesuré, se conclut toutefois déjà par un jugement définitif d'obscurantisme[25].
- Jean Champenois, « L’hérédité n’est pas commandée par de mystérieux facteurs — Le savant soviétique Lyssenko porte un coup droit aux théories antidarwiniennes », Les Lettres françaises, 26 août 1948.
- Julian Huxley, Soviet Genetics: The Real Issue, Nature 163, 935-942 (18 June 1949) accessible en ligne
- V. Stolétov, Mendel ou Lyssenko ? : Deux voies en biologie, Paris, 1949
- Conway Zirkle, Death of a Science in Russia: The Fate of Genetics as Described in Pravda and Elsewhere (Philadelphia: University of Pennsylvania Press, 1949
- The History of the Genetics Conflict, Bulletin of the Atomic Scientists 5, no. 5 (1949)
- Jacob Segal, Mitchourine, Lyssenko et le problème de l'hérédité, Les éditeurs français réunis, Paris, 1951
- David Joravsky, The Lysenko Affair, Harvard, 1970En 1989, Nils Roll-Hansen qualifiait le livre de Joravsky — sa première édition de 1970 — d'ouvrage le plus documenté et le plus éclairant sur l'affaire[111]. Le livre connaît une seconde édition : David Joravsky, The Lyssenko Affair, Chicago, Chicago University Press, 2e édition: 1986
- Jacques Monod, Le hasard et la nécessité. Essai sur la philosophie naturelle de la biologie moderne, Paris, éditions du Seuil, 1970.  (ISBN 2-02-000618-9)
- Jaurès Medvedev (trad. Pierre Martory, préf. Jacques Monod), Grandeur et chute de Lyssenko, Paris, Gallimard, coll. « Témoins », 1971, 320 p. (ISBN 2-07-027776-3)Medvedev fit sortir clandestinement le livre d'URSS ; I. Michael Lerner traduit le livre et le publie en anglais en 1969 ((en) Zhores A. Medvedev, The Rise and Fall of T. D. Lysenko, New York & London, 1969).
- Dominique Lecourt (préf. Louis Althusser), Lyssenko : histoire réelle d'une « science prolétarienne, Paris, PUF, coll. « Quadrige », 1995 (1re éd. 1976 (éditeur Maspéro)Il y eut aussi une édition anglaise : Dominique Lecourt, Proletarian Science? The Case of Lysenko (London, 1977) Lecourt utilise le même, « maigre », fonds documentaire que Joravsky, Medvedev et Graham avant lui ; il ne prétend pas révéler de nouveaux faits, mais juste leur donner une interprétation différente. Documents annexés : Rapport de T.D. Lyssenko ; intervention du généticien Zavadovski.
- (en) Richard C. Lewontin, The Problem of Lysenkoismcité dans The Radicalisation of Science, de Hilary et Steven Rose, aux éditions Macmillan, l976, pp. 32-64.
- Denis Buican, L'Éternel Retour de Lyssenko, Paris, Éditions Copernic, 1978
- Régis Ladous, Darwin, Marx, Engels, Lyssenko et les autres, Paris/Lyon, Vrin, coll. « Science », 1984, 148 p. (ISBN 2-7116-9266-3)
- Joël Kotek et Dan Kotek, L'Affaire Lyssenko, Bruxelles/Paris, Éditions Complexe, 1986, 238 p. (ISBN 2-87027-187-5, lire en ligne)
- Sapp J. Chapter 6: The Cold War in Genetics. In: Beyond the Gene: Cytoplasmic Inheritance and the Struggle for Authority in Genetics. New York: Oxford Univ Press, 1987.
- Denis Buican, Lyssenko et le lyssenkisme, PUF, coll. « Que sais-je ? », 1988
- Vladimir Doudintsev (trad. du russe par Christophe Glogowski et Antoinette Roubichou-Stretz), Les Robes blanches, Paris, Éditions Robert Laffont, coll. « « Pavillons » », 1990
- Jean-Jacques Marie, « Révélation soviétique sur l’affaire Lyssenko », L’Histoire, no 127,‎ novembre 1989, p. 81-83.
- (en) Valery Soyfer, Lysenko and the tragedy of Soviet science, Rutgers University Press, 1994Le livre parut précédemment en russe en 1987.
- « Lyssenkisme » et « Marx et Darwin » in Dictionnaire d'histoire et philosophie des sciences, sous la direction de Dominique Lecourt (1999), 4e édition Quadrige/PUF, 2005.
- (en) Valery Soyfer, The consequences of political dictatorship for Russian science, Nature Reviews, 2001 (lire en ligne [PDF])
- Aurélien Chevalme, La Réception du lyssenkisme en France (1948-1998), Université Paris X-Nanterre, 2001Mémoire de D.E.A.
- (en) Laurie Garrett, Betrayal of Trust : The Collapse of Global Public Health, Oxford University Press, 2003, 477 p. (ISBN 978-0-19-852683-4, lire en ligne)
- (en) Nils Roll-Hansen, The Lysenko Effect : The Politics of Science, Humanity Books, 2005
- Aleksandra Kroh, Petit traité de l'imposture scientifique, Paris, Belin, coll. « Pour la Science », 2009, 223 p. (ISBN 978-2-7011-4624-9) (BNF 41407518)
- Nils Roll-Hansen, Lamarckism and Lysenkoism Revisited in : Snait B. Gissis, Eva Jablonka, Anna Zeligowski, Transformations of Lamarckism: From Subtle Fluids to Molecular Biology, chapitre 8, MIT Press, 22 avril 2011
- Guillaume Suing, Evolution: la preuve par Marx Dépasser la légende noire de Lyssenko, éditions Delga, mars 2016 (ISBN 9782915854930, lire en ligne)
- (en) Loren Graham, Lysenko's Ghost Epigenetics and Russia, Harvard University Press, avril 2016
- Patrick Tort, Qu’est-ce que le matérialisme ? Introduction à l’analyse des complexes discursifs, Paris, Belin, 2016, 992 p. (Chap. XXII. L'aveuglement : Lyssenko, la philosophie et la science)

#### Film sur Lyssenko
- Gulya Mirzoeva, Le savant, l'imposteur et Staline, film documentaire

#### Bases de données et notices
- Ressource relative à la recherche :   - Biodiversity Heritage Library
- Notices dans des dictionnaires ou encyclopédies généralistes :   - Britannica
  - Brockhaus
  - Den Store Danske Encyklopædi
  - Deutsche Biographie
  - Enciclopedia italiana
  - Encyclopédie de l'Ukraine moderne
  - Gran Enciclopèdia Catalana
  - Hrvatska Enciklopedija
  - Internetowa encyklopedia PWN
  - Nationalencyklopedin
  - Munzinger
  - Store norske leksikon
  - Treccani
  - Visuotinė lietuvių enciklopedija
- Notices d'autorité :   - VIAF
  - ISNI
  - BnF (données)
  - IdRef
  - LCCN
  - GND
  - Italie
  - Japon
  - CiNii
  - Espagne
  - Pays-Bas
  - Pologne
  - Israël
  - NUKAT
  - Catalogne
  - Suède
  - Australie
  - Norvège
  - WorldCat